# Иранское общество биомедицинской инженерии
Иранское общество биомедицинской инженерии (перс. انجمن مهندسي پزشكي ايران‎) — было создано в октябре-ноябре 2001 г. 

## Задачи
1. Развитие и повышение научного уровня биомедицинской инженерии, а также более активное применение её современных практических возможностей для производства используемых в медицине материалов, деталей, средств и оборудования путём улучшения качества обучения, поощрения исследовательской деятельности, налаживания взаимного сотрудничества с научными и промышленными центрами, а также органами исполнительной власти, и установление связей между специалистами в данной области с целью взаимодействия и обмена мнениями.

2. Внедрение правильных практических методов биомедицинской инженерии путём составления и предложения научных, технических и профессиональных стандартов, изучения влияния технологий на здоровье общества и здравоохранение, ознакомление членов общества с преимуществами использования технологий биомедицинской инженерии, а также способствование принятию законов, защищающих технологии биомедицинской инженерии и её применение.

3. Передача технических знаний в области биомедицинской инженерии производителям и поставщикам медицинских услуг; движение к освобождению от научной и технологической зависимости и национальной автономии в области биомедицинской инженерии.

## Виды деятельности
— Проведение исследований в области науки и культуры, установление и укрепление на национальном и международном уровнях научных связей между исследователями и специалистами в области биомедицинской инженерии с одной стороны и промышленными, исследовательскими и лечебными центрами и учреждениями, связанными с медицинскими науками и биомедицинской инженерией, с другой стороны.

— Сотрудничество с образовательными и исследовательскими центрами и органами исполнительной власти в области создания проектов, оценки и пересмотра образовательных и исследовательских проектов и программ, связанных с биомедицинской инженерией, а также проведение специализированных обучающих курсов.

— Сотрудничество с ответственными организациями по классификации специальностей и профессий в сфере биомедицинской инженерии для оценки документов об образовании, специализаций и опыта.

— Поощрение и поддержка активных исследователей, производственников и специалистов, а также чествование выдающихся учёных.

— Проведение научных конференций, обучающих семинаров и специализированных выставок на областном, национальном, региональном и международном уровнях.

— Публикация книг, научной периодики, бюллетеней и профессиональных отчётов в области биомедицинской инженерии и смежных с ней направлений.

— Способствование принятию необходимых стандартов в области биомедицинской инженерии; предоставление образовательных, исследовательских и консультационных услуг, а также поощрение научно-технического обмена и обмена человеческим ресурсом.